# Amado (arquitectura)

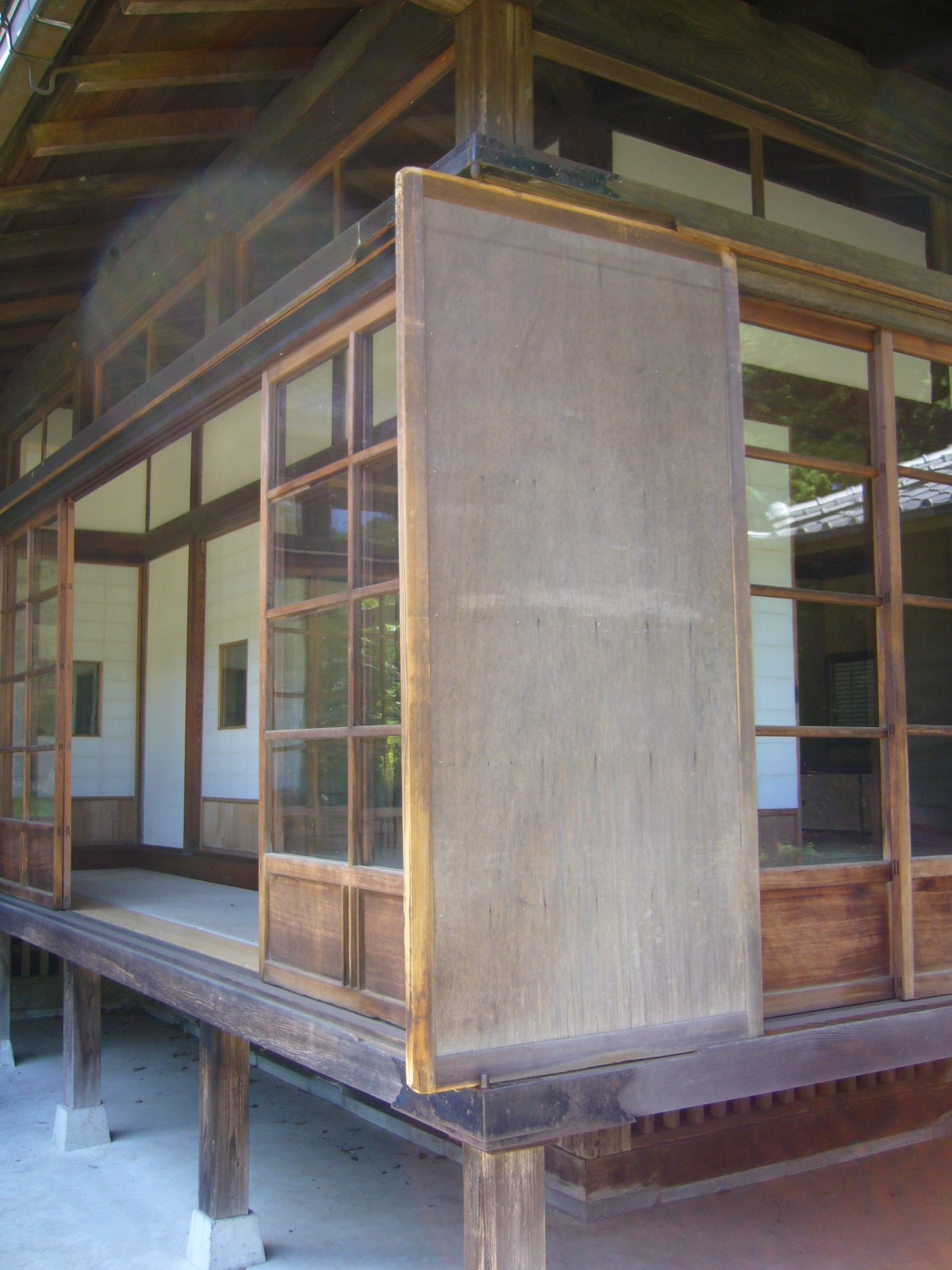
Amado hecho de madera capaz de rotar en un ángulo de 90°.

Amado (雨戸?   literalmente “puerta de lluvia”) es una puerta corrediza exterior o contraventana corrediza; que cubre las ventanas y que se usa exclusivamente en exteriores. Forma parte del tategu o conjunto de puertas corredizas y ventanas en una casa japonesa. Protege la casa del viento, de la lluvia e inclusive del fuego y es un elemento que asegura la edificación.

## Funciones
La función principal de un amado es proteger las ventanas de vidrio o los fusuma (puertas corredizas de papel) del impacto directo de los tifones y vientos fuertes.
Es una estructura importante que protege el interior, y resulta efectivo para prevenir cualquier ingreso no deseado a la casa, convirtiéndose en un elemento de seguridad.
En años recientes, ha tenido también una eficacia contra el fuego, en especial con puertas corredizas hechas de metal.
También resulta ser muy efectiva regulando la temperatura de la casa al protegerla del frío de la lluvia intensa o de los rayos directos del sol.

## Variedades
- Puerta corrediza: Las ventanas y las puertas de cerco como el amado, las ventanas de mallas o las puertas de vidrio, están adjuntas a rieles que se mueven de manera lateral al jalarlas. Están hechas de planchas ligeras de madera, de hierro o de aluminio.
- Contraventana: En las tiendas o mercados son usados de una manera similar, jalando desde arriba hacia abajo para cerrar. Algunos son operados mediante electricidad.

## Otros
En los países occidentales, se utiliza comúnmente para proteger las ventanas de la casa con ornamentos de metal que impiden la entrada desde afuera. 